# Tunumiit
Pour la langue, voir Tunumiit (langue).

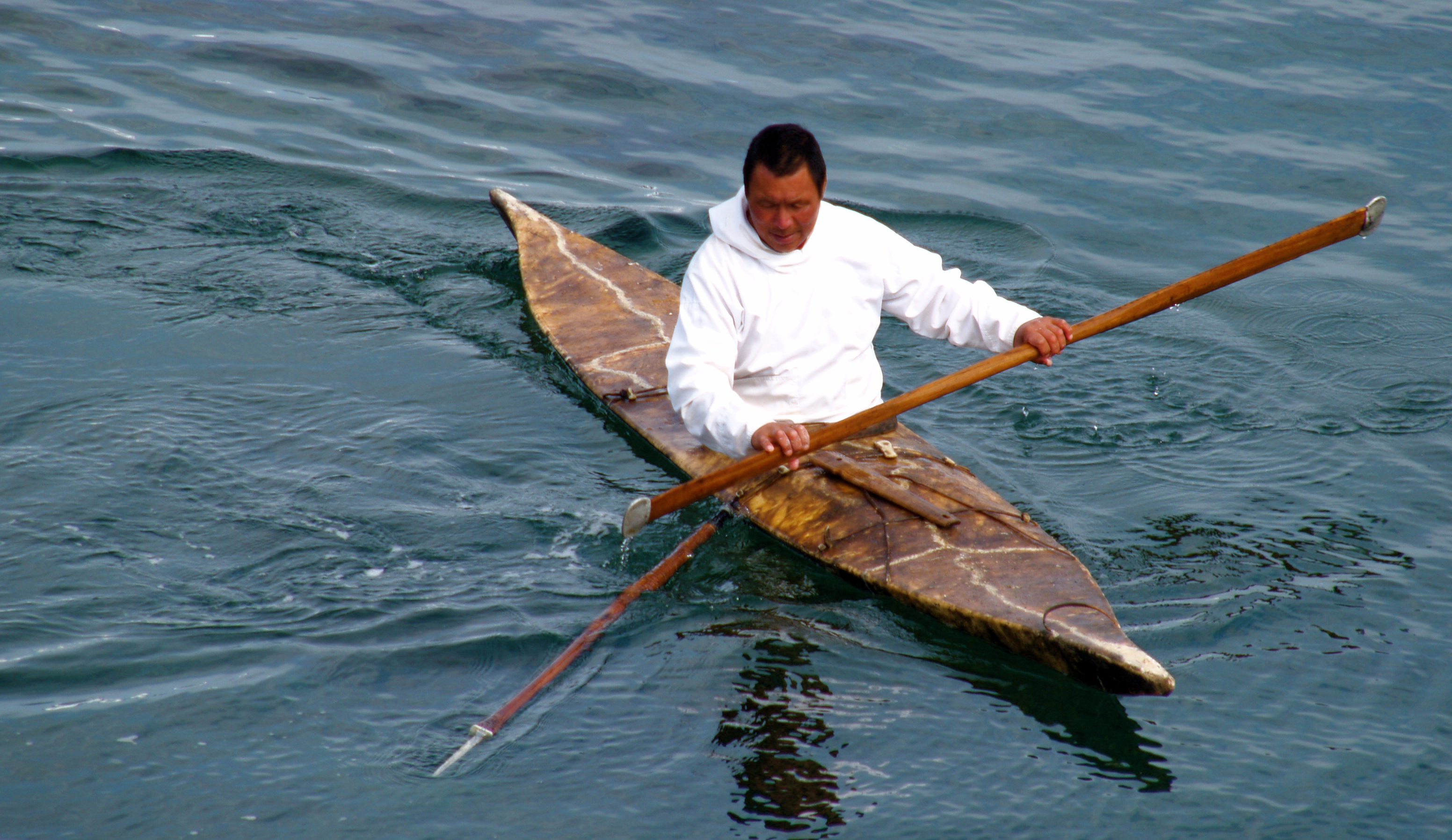
Un Groenlandais de l'Est harponné en kayak pour chasser le phoque (2006)

Les Tunumiit sont un peuple de l’est du Groenland parlant la langue tunumiit. Ils vivent principalement à Tasiilaq et à Ittoqqortoormiit et font partie du peuple arctique Inuit.